# Peperomia vidaliana
Peperomia vidaliana är en pepparväxtart som beskrevs av William Trelease. Peperomia vidaliana ingår i släktet peperomior, och familjen pepparväxter. Inga underarter finns listade i Catalogue of Life.